# ひろしまQ
『ひろしまQ』（ひろしまキュー）は、2007年4月2日から2011年3月29日まで広島ホームテレビで放送された広島市の市政番組である。

## 概要
広島市内の伝統・文化・歴史・行事などをナビゲーターのキャロルがクイズ形式で紹介していたミニ番組。
2010年4月6日放送分をもってハイビジョン制作へ移行（アナログ放送ではレターボックス形式で放送）。

## 出演者
- キャロル

## 放送時間
編成次第では放送時間が変更される場合あり（2時間特番放送時には20:54 - 21:00、3時間特番放送時には21:48 - 21:54）。
- 月曜 19:54 - 20:00 （2007年4月2日 - 2009年3月30日）
- 火曜 19:54 - 20:00 （2009年4月7日 - 2011年3月29日）